# Antonella Bartoli
Antonella Bartoli (1943) es una botánica argentina, especializada en micología. Se instaló en Italia, desarrollando actividades académicas en el "Departamento de Biología, en la Universidad de Roma "La Sapienza".

## Algunas publicaciones

### Libros
- angelo Rambelli, marcella Pasqualetti, antonella Bartoli. 1996. Nuovi fondamenti di micologia. Di fronte e attraverso. L'evol. universo. Jaca Book. 506 pp. ISBN 8816404051[1]

- ------------------, antonella Bartoli. 1975. Micologia. Istituto dell'Orto Botanico dell'Università di Roma. 226 pp.

- La abreviatura «Bartoli» se emplea para indicar a Antonella Bartoli como autoridad en la descripción y clasificación científica de los vegetales.[2]